# Kvintalikvot
Kvintalikvot eller Kvint är en orgelstämma av typen alikvotstämma och principalstämma som vanligen är 5 1⁄3´, 2 2⁄3´ och 1 1⁄3´. Stämman tillhör kategorin labialstämmor.